# Барић
Барић је српско и хрватско презиме. Људи са овим презименом су:
- Лана Барић (1979), хрватска глумица
- Ото Барић (1933–2020), бивши хрватски фудбалски менаџер и фудбалер